# Championnats d'Afrique de lutte 2012
Navigation
Dakar 2011 N'Djamena 2013
Les Championnats d'Afrique de lutte 2012 se déroulent du 12 au 14 mars 2012 à Marrakech, au Maroc.

## Podiums

### Hommes

#### Lutte libre
| Catégories | Or                           | Argent                | Bronze                     |
| ---------- | ---------------------------- | --------------------- | -------------------------- |
| 55 kg      | Adama Diatta                 | Bienvenu Andriamalala | Naatele Sem Shilimela      |
| 55 kg      | Adama Diatta                 | Bienvenu Andriamalala | Mohamed Hassan             |
| 60 kg      | Victor Firstman              | Jean Bernard Diatta   | Abderrahim Sayeh           |
| 60 kg      | Victor Firstman              | Jean Bernard Diatta   | Gabriel Obada Awono        |
| 66 kg      | Hassan Ibrahim Madani        | Haithem Ben Alayech   | Victor Solobadiate Diatta  |
| 66 kg      | Hassan Ibrahim Madani        | Haithem Ben Alayech   | Gaston Taocreno            |
| 74 kg      | Augusto Midana               | Mohamed Bassem        | Bernard Andrianirinamalala |
| 74 kg      | Augusto Midana               | Mohamed Bassem        | Bilel Ouechtati            |
| 84 kg      | Adnan Rahimi                 | Mohamed Riad Louafi   | Mohammed Ahmed Ismail      |
| 84 kg      | Adnan Rahimi                 | Mohamed Riad Louafi   | Malik Djakna               |
| 96 kg      | Sinivie Boltic               | Elvis Nfoukeu         | Angula Matheus Shikongo    |
| 96 kg      | Sinivie Boltic               | Elvis Nfoukeu         | Hassan Mostafa Abd El Al   |
| 120 kg     | Ismael El Desouky Abdelraouf | Malik Ndiaye          | Claude Kouamen Mbianga     |

#### Lutte gréco-romaine
| Catégories | Or                      | Argent                      | Bronze                      |
| ---------- | ----------------------- | --------------------------- | --------------------------- |
| 55 kg      | Dominic Nmale           | Mohamed Bouterfassa         | Ghanm Ibrahim Mohamed       |
| 60 kg      | Mohamed Said Abouhalima | Smail Benhachem             | Christopher Clark           |
| 66 kg      | Hafez Mohamed           | Mohamed Serir               | Jihad Khelifi               |
| 74 kg      | Zied Ait Ouagram        | Abdelkrim Ouakali           | Abdulai Karim Kalokoh       |
| 74 kg      | Zied Ait Ouagram        | Abdelkrim Ouakali           | Mohamed Seddik Ahmed        |
| 84 kg      | Haykel Achouri          | Messaoud Zeghdane           | Said Moulla                 |
| 84 kg      | Haykel Achouri          | Messaoud Zeghdane           | Ismail Mohamed              |
| 96 kg      | Hassine Ayari           | David Fukwabo Muntu         | Mohamed Ibrahim Osman Ahmed |
| 120 kg     | Ochieng Kanga Hollis    | Hamdy Moustafa Abd El Wahab | Radhouane Chebbi            |

### Femmes

#### Lutte féminine
| Catégories | Or                        | Argent                         | Bronze                      |
| ---------- | ------------------------- | ------------------------------ | --------------------------- |
| 48 kg      | Rebecca Muambo            | Isabelle Sambou                | Maroi Mezien                |
| 48 kg      | Rebecca Muambo            | Isabelle Sambou                | Sammy Oziti                 |
| 51 kg      | Selma Jemaii              |                                |                             |
| 55 kg      | Marwa Amri                | Musibau Adekanbi               | Rokhayatou Sonko            |
| 55 kg      | Marwa Amri                | Musibau Adekanbi               | Noura Khalil Hamid          |
| 59 kg      | Ghariba Daimounm          | Joseph Émilienne Essombe Tiako | Rozinet Aissatou            |
| 63 kg      | Jacira Francisco Mendonça | Aminat Oluwafunmilayo Adeniyi  | Enas Mostafa Youssef Ahmed  |
| 63 kg      | Jacira Francisco Mendonça | Aminat Oluwafunmilayo Adeniyi  | Nadia Moussaoui             |
| 67 kg      | Ifeoma Iheanacho          | Wafa Cherni                    | Irene Ngadi Edouka          |
| 67 kg      | Ifeoma Iheanacho          | Wafa Cherni                    | Nadia Antar                 |
| 72 kg      | Oliviane Bassene          | Annabelle Laure Ali            | Josiane Patricia Soloniaina |

## Tableau des médailles
| Rang  | Nation                           | Or | Argent | Bronze | Total |
| ----- | -------------------------------- | -- | ------ | ------ | ----- |
| 1     | Tunisie                          | 6  | 2      | 4      | 12    |
| 2     | Égypte                           | 4  | 2      | 10     | 16    |
| 3     | Nigeria                          | 4  | 2      | 2      | 8     |
| 4     | Sénégal                          | 2  | 3      | 2      | 7     |
| 5     | Guinée-Bissau                    | 2  | 0      | 0      | 2     |
| 6     | Cameroun                         | 1  | 3      | 3      | 7     |
| 7     | Maroc                            | 1  | 1      | 1      | 3     |
| 8     | Kenya                            | 1  | 0      | 0      | 1     |
| 9     | Algérie                          | 0  | 5      | 2      | 7     |
| 10    | Madagascar                       | 0  | 1      | 2      | 3     |
| 11    | République démocratique du Congo | 0  | 1      | 0      | 1     |
| 12    | Tchad                            | 0  | 0      | 3      | 3     |
| 13    | Namibie                          | 0  | 0      | 2      | 2     |
| 14    | Sierra Leone                     | 0  | 0      | 1      | 1     |
| Total | Total                            | 21 | 20     | 32     | 73    |